# Apicotermitinae
Apicotermitinae es una subfamilia de termitas, que contiene los siguientes géneros:

## Géneros
1. Acholotermes
2. Acidnotermes
3. Acutidentitermes
4. Adaiphrotermes
5. Aderitotermes
6. Adynatotermes
7. Aganotermes
8. Allognathotermes
9. Alyscotermes
10. Amalotermes
11. Amicotermes
12. Anaorotermes
13. Anenteotermes
14. Anoplotermes
15. Apagotermes
16. Aparatermes
17. Apicotermes
18. Asagarotermes
19. Astalotermes
20. Astratotermes
21. Ateuchotermes
22. Coxotermes
23. Duplidentitermes
24. Eburnitermes
25. Euhamitermes
26. Eurytermes
27. Firmitermes
28. Grigiotermes
29. Heimitermes
30. Hoplognathotermes
31. Indotermes
32. Jugositermes
33. Labidotermes
34. Longustitermes
35. Machadotermes
36. Phoxotermes
37. Rostrotermes
38. Ruptitermes
39. Skatitermes
40. Speculitermes
41. Tetimatermes
42. Trichotermes